# John Hay (homme politique canadien)
Pour les articles homonymes, voir John Hay et Hay.
John Hay (26 juin 1862 à Chatham, près de Lachute - 16 janvier 1925 à Lachute) est un homme politique canadien. Il était le député libéral d'Argenteuil à l'Assemblée nationale du Québec de 1910 à 1912 et de 1916 à 1925.